# Anguison
Anguison – rzeka we Francji, przepływająca przez teren departamentu Nièvre, o długości 31,1 km. Stanowi prawy dopływ rzeki Yonne.